# Avenue des Canadiens
L'avenue des Canadiens est une voie située dans le 12e arrondissement de Paris, pour son côté nord-ouest, et à Joinville-le-Pont, pour son côté sud-est, en France. Une partie des trottoirs de la rive nord du tronçon joinvillais se trouve toutefois sur le territoire de Paris.

## Situation et accès
Cette voie constitue une partie de la limite entre les communes de Paris et de Joinville-le-Pont, où elle passe en contrebas de la rue Jean-Mermoz.
Partant de l'ouest, elle rencontre l'avenue de Gravelle et la route de la Pyramide. Elle passe ensuite sous le pont Robert-Deloche, qui joint l'avenue Jean-Jaurès à la rue de Paris. Elle se termine à la Marne, au carrefour du quai Pierre-Brossolette, de la rue Chapsal et du quai de la Marne.

## Origine du nom
Le nom de cette avenue est dû à la création en 1915 d'un hôpital militaire principalement destiné aux soldats canadiens. Il a été appelé hôpital général n° 6, puis hôpital de l'Université Laval à Québec,.

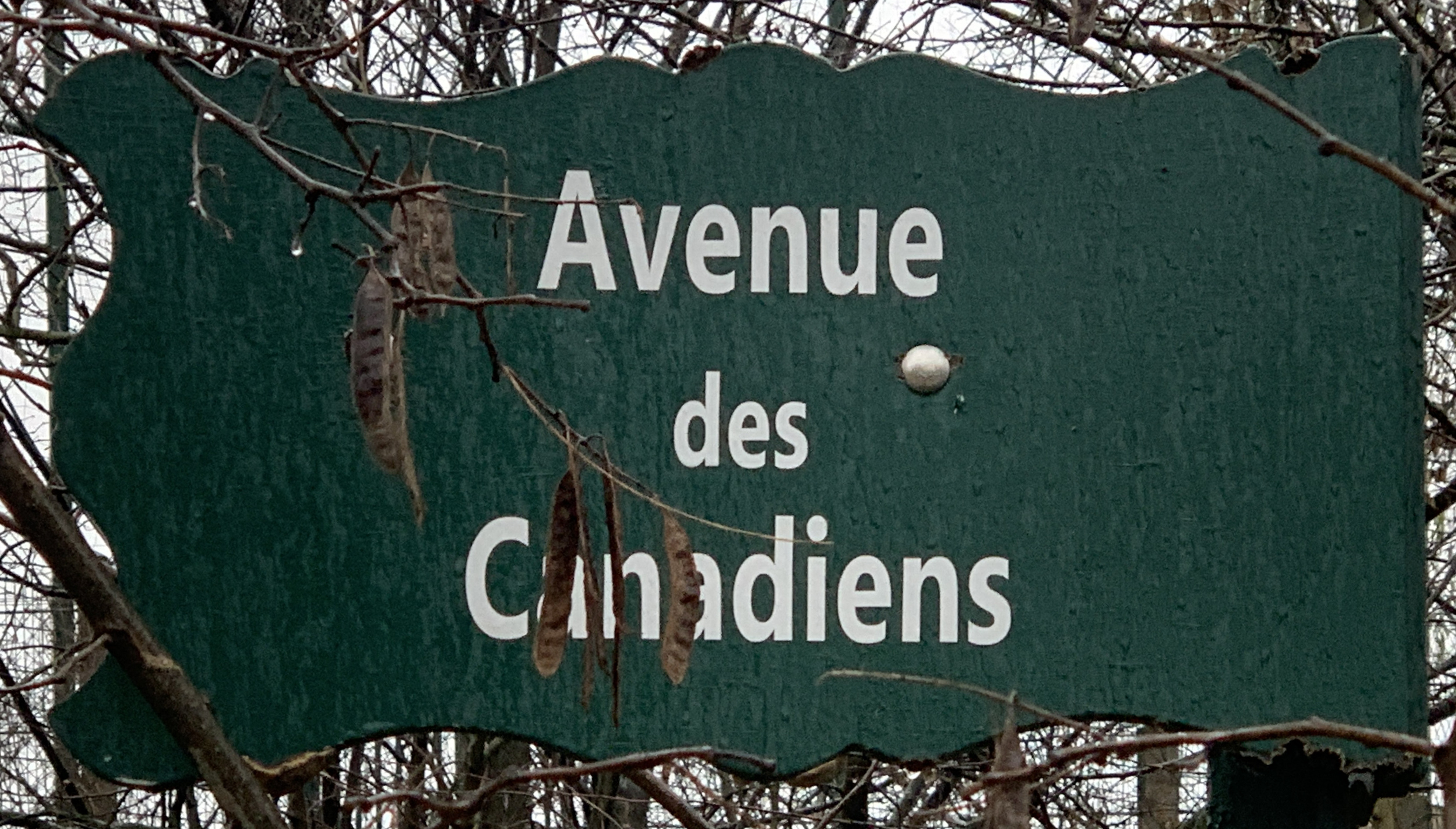
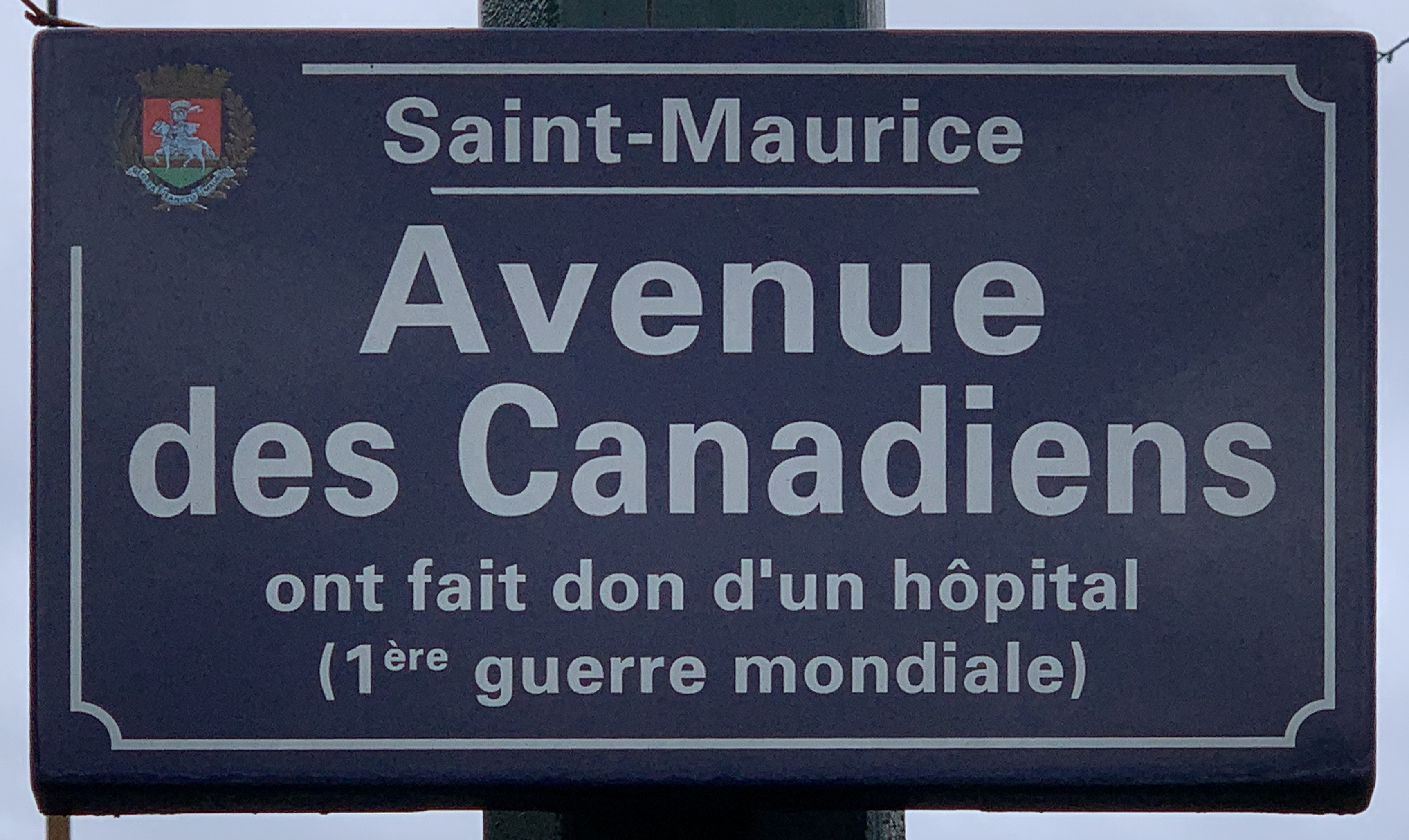
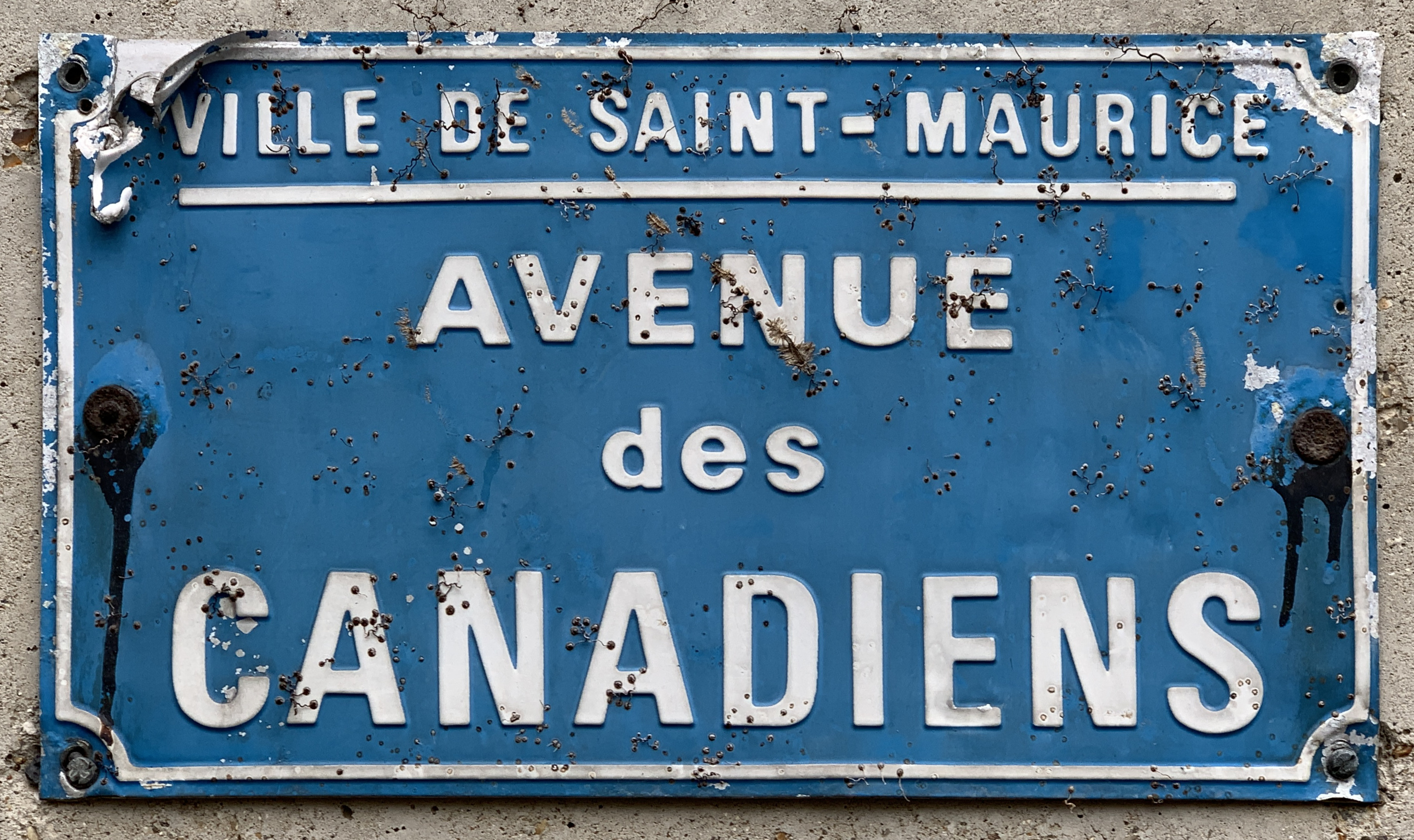

## Historique

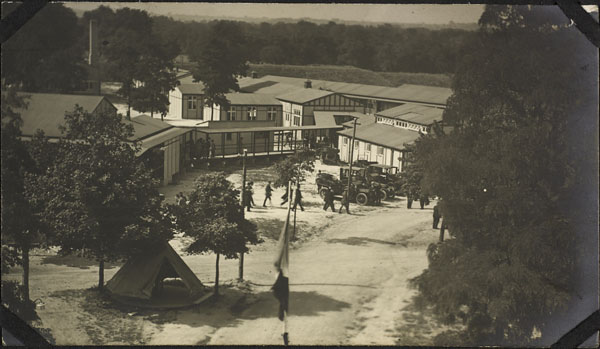
Vue générale de l'hôpital général canadien 6 à Joinville-le-Pont, 1918.

La partie ouest se trouvait dans le bois de Vincennes, sur les territoires de Joinville-le-Pont et de Saint-Maurice avant son annexion à Paris par décret du 18 avril 1929.